# 戴维·布鲁斯
戴维·布鲁斯（英語：David Bruce，1855年5月29日—1931年11月27日）是一位澳大利亚出生的英国病理学家和微生物学家，发现了非洲人类锥虫病的病原体，后被命名为“布氏锥虫”。